# Emil Welti
Emil Welti (Zurzach, 23 aprile 1825 – Berna, 24 febbraio 1899) è stato un politico e militare svizzero.

## Biografia
Figlio di Jakob Friedrich, presidente della Corte suprema, e di Barbara Fischhaber. Dopo gli studi di diritto alle università di Jena e Berlino e dopo essersi laureato nel 1947, rientra in patria per presiedere il tribunale distrettuale di Zursach. Fu eletto membro del governo cantonale argoviese fra il 1856 ed il 1866, Magistrato capo nel 1858, 1862 e 1866. Negli stessi anni fu membro del Consiglio degli Stati, di cui ebbe la presidenza nel 1860 e nel 1866.
Nel 1866 venne nominato colonnello dal governo federale ed ottenne il dottorato honoris causa dell'Università di Zurigo. Venne eletto membro del Consiglio federale dal 1867 al 1891, presiedendo l'organo negli anni 1869, 1872, 1876, 1880, 1884 e 1891.
Ebbe un figlio, Friedrich Emil.